# Лурье, Феликс Моисеевич
Феликс Моисеевич Лурье (14 августа 1931, Ленинград — 17 июня 2025, Санкт-Петербург) — советский и российский историк, библиограф, писатель, автор более 150 статей и телесценариев, а также 43 книг.

## Биография
Феликс Лурье родился 14 августа 1931 года в Ленинграде в семье известного историка Моисея Львовича Лурье (1901—1941). Начал трудовую деятельность в 1945 году на заводе и стройках Ленинграда, по окончании вечерней школы учился и работал в Горном институте. С 1956 года строил подземные сооружения в Калужской области и Ленинграде, занимался проектированием и испытанием строительных металлических конструкций. Защитил диссертацию, преподавал в Горном институте. Одновременно многие годы изучал историю России, Франции и Италии. Первая книга Ф. М. Лурье вышла в 1986 году, в 1988 году он оставил основную работу и ушёл на «вольные хлеба».
С 1987 года — вольный историк, автор и составитель 46 книг и альбомов, автор 200 статей. Был членом Союза писателей Санкт-Петербурга и Русского ПЕН-центра (Всемирная ассоциация писателей). Лауреат премии «Северная Пальмира» в номинации «Публицистика» (1995).
Скончался 17 июня 2025 года в Санкт-Петербурге.

## Труды
Книги
- Хранители прошлого: журнал «„Былое“». — СПб.: Лениздат, 1990.
В популярной форме рассказывается о драматической истории журнала «Былое» (1900—1926), о его редакторах В. Я. Богучарском, В. Л. Бурцеве и П. Е. Щёголеве. Книга основана на архивных документах. Снабжена хронологической росписью содержания журнала.

- Полицейские и провокаторы: Политический сыск в России. 1649—1917. — СПб.: Час Пик, 1992; М.: Терра, 1998: Центрполиграф, 2006.
Посвящена истории политического сыска в России. Изложены все законодательные и организационные изменения в его работе. Описаны сложная структура политической полиции и методы работы секретной агентуры.

- Нечаев: созидатель разрушения. — СПБ.: Петрориф, 1994. ; М.: Молодая гвардия (ЖЗЛ), 2001. ; СПб.: Вита Нова, 2011.
На основании документов из архива секретной полиции и др. впервые изложена подробная биография С. Г. Нечаева (1847—1882), описаны его взаимоотношения с М. А. Бакуниным, А. И. Герценом, Н. П. Огарёвым и др., события, связанные с работой Ф. М. Достоевского над романом «Бесы».

- Российская и мировая история в таблицах. — СПб.: Золотой век, 2001.
Содержит синхронистические таблицы хронологий 29 государств и охватывает пять тысячелетий. Таблицы дополняют родословия правителей 41 государства, пантификаты римских пап, списки архонтов, наиболее полные генеалогические таблицы русских князей, великих князей, царей и императоров, а также словарь терминов и определений, поясняющий таблицы.

- Российская история и культура в таблицах. — СПб.: Геликон Плюс, 1998.
Содержит синхронистические таблицы, состоящие из подробнейшей хронологии российской истории, законодательства, религии, просвещения, архитектуры, изобразительного и прикладного искусства, музыки, театра, литературы и др. Таблицы дополняют генеалогии Рюриковичей, Романовых и Чингизидов, а также краткий исторический словарь. В него включены около 600 статей о законодательных актах, гос. учреждениях с перечнем их руководителей, церковных событиях с указанием всех патриархов, митрополитов и др.

- Петербург 1703—1917. История и культура в таблицах. — СПб.: Золотой век, 2001.
Содержит синхронистические таблицы, состоящие из следующих разделов: администрация, законодательство, полиция, наука, религия, просвещение, промышленность, торговля, финансы, архитектура, искусство, литература, музыка, зрелища, музеи, общества, салоны, кружки и др. Таблицы дополняют словарь и указатели (именной, топографический и предметно-тематический).

- Блистательный Петербург. — СПб.: Золотой век, 2002.
- Имперский Петербург. — СПб.: Альфарет, 2007.
- Дон Кихот политического сыска. А. А. Лопухин. / Сост. Ф. М. Лурье — СПб.: Альфарет, 2008.
- Революционный трибунал в эпоху Великой французской революции: воспоминания современников и документы / Ред. проф. Е. В. Тарле; подгот. изд., вступ. ст., коммент. Ф. М. Лурье. — Репринтное издание 1918—1919 гг. — СПб.: Альфарет, 2010—334 с. Полный текст опубликован впервые.
- Лурье Ф. Абрам Ганнибал. Африканский прадед русского гения. — СПб.: Вита Нова, 2012. — 368 с. — ISBN 978-5-93898-422-6.
- Флоренция — город гениев. Нетуристический путеводитель. — 396 с. — СПб.: Вита Нова, 2014.
- Обаяние «бумажной» книги. — СПб.: Альфарет, 2015.- 144с.: ил.; 4 л.ил. В соавторстве с Ю. В. Шестаковым.
- Пушкинист поневоле: Дела и дни П. Е. Щёголева. — СПб.: Коста, 2017. — 408 с. — ISBN 978-5-91258-404-6.
- Жизнь в обещанном раю. — СПб; «Издательство Полторак», 2020. — 632 с.
- Всемирная история. Большой иллюстрированный атлас. — М.; АСТ: ОГИЗ, 2020—176 с.

Книги, посвящённые библиографии русской периодики
- Журнал «Среди коллекционеров» (1921—1924): Указатель содержания. — 62 с. — Л., 1986.
- Журналы «Былое» и «Минувшие годы»: Указатель содержания. — 176 с. — М., 1987.
- Журналы «Антиквар» и «Русские библиофил»: Указатель содержания. — 128 с. — М., 1989.
- Журнал «Жар-Птица». — 46 с., ил. — СПб., 1999.
- Журнал «Старые годы» (1907—1916): Указатель содержания. — 208 с. — СПб.: Коло, 2007.
- Журнал «Столица и усадьба» (1913—1917): Указатель содержания. — 159 с. — СПб.: Коло, 2008.
- Журнал «Мир искусства» (1899—1904): Указатель содержания. — 141 с. — СПб.: Коло, 2012.